# Conxa García Ferrer
Conxa García Ferrer (Picassent, 1957) és una mestra i política valenciana, alcaldessa del seu poble des de 2003.
Diplomada en Ciències de l'Educació, és mestra de valencià i funcionària de l'administració pública com a tècnica de promoció lingüística des de 1997. Conxa García Ferrer ha estat activa en diverses entitats i associacions en defensa del patrimoni històric i la cultura com l'Institut d'Estudis Comarcals de l'Horta Sud, també ha participat en diverses trobades i jornades per a la defensa de les dones a la política.
Militant del Partit Socialista del País Valencià (PSPV-PSOE), és alcaldessa de Picassent des de les eleccions de 2003 quan aconsegueix apartar al Partit Popular (PP) del govern municipal amb el suport del Bloc Nacionalista Valencià (BLOC). Als comicis de 2007 repeteix a l'alcaldia, també amb el BLOC. Aconsegueix la majoria absoluta a les de 2011, i a les de 2015 arriba gairebé al 53% dels vots i una ampla majoria. El 2019 encara ampliarà més la base electoral amb un 55%. El 2023 no assoleix la majoria però revalida el govern amb el suport de la coalició Compromís-Unides Per Picassent.
Conxa García també ha estat diputada provincial a la Diputació de València de 2015 a 2019, integrada al govern de la corporació format pel seu partit amb Compromís i Podem.